# ロケット弾
ロケット弾（ロケットだん、英語: rocket bomb）は、ロケットを使用した弾薬。従来は誘導制御装置をもたない無誘導ロケット（free rocket）のことを指していたが、最近では簡易誘導装置による弾道修正ロケット（誘導ロケット: guided rocket）も登場している。

## 分類

### 設計に基づく分類
ロケット弾を設計に基づいて分類すると、下記のようになる。
- 無誘導ロケット弾
  - 地対地用
  - 空対空用
  - 空対地用
  - 対潜用
- 弾道修正ロケット弾
  - 地対地用
  - 空対地用
- 噴進弾
  - 野戦砲用
  - 迫撃砲用
- その他
  - 地雷処理用
  - 地雷散布用
  - チャフ・デコイ用
  - 魚雷運搬用
  - 発煙・照明弾用

### 運用形態による分類
ロケット弾を発射機に基づいて分類すると、下記のようになる。
車載型
主に野戦用ロケット弾が対象となる。
ソビエト連邦のカチューシャが初めて実用化され、現代ではアメリカ合衆国のMLRSが西側諸国の代表的なロケット弾発射車両であるが、世界各国で大型トラックの荷台に多連装ロケット砲を搭載した発射器も各種開発されている。
航空機搭載型
攻撃ヘリコプターでは主に空対地ロケット弾が用いられており、一例としてハイドラ70ロケット弾がある。
艦載型
主に対潜ロケット弾やデコイ弾が対象となる。
前者は主に浅深度にいる潜水艦を目標にする対潜兵器として使用される。現代ではボフォース対潜ロケットランチャーが代表的である。
携帯型
主に対戦車ロケット弾や対障害物ロケット弾が対象となる。
第二次世界大戦中に実用化されたバズーカを端緒とする。RPG-7は発射原理こそ無反動砲だが、弾頭にロケットブースターが備わり、また簡便に運用できることから、代表的な携帯式ロケット弾として認識されることが多い。テログループや非正規戦闘集団によって使用されることも多い。

## 無誘導ロケット弾と弾道修正ロケット弾
無誘導ロケット弾とは、自由飛翔したのち、目標弾着時または目標近傍で弾頭を作動させることによってこれを撃破するロケット弾をいう。一方、弾道修正ロケット弾はこれに弾道修正機能を付加したもので、長射程弾の場合はGPSやINS、短射程弾の場合はレーザー誘導（SALH）などの比較的簡易な誘導方式により終末弾道を修正することで弾着精度を向上させている。

### 地対地ロケット弾

#### 野戦用ロケット弾
野戦用地対地ロケット弾は代表的な無誘導ロケット弾であり、面制圧効果を高めるために多連装式の運用が主体である。ロケット弾発射時に生じる白煙などで位置が暴露される危険を避けるため、ほとんどが車載化されている。
大火力を瞬時に長射程に投入することができ、面制圧能力が圧倒的に優れている。無誘導ロケット弾では射程を延伸するとともに精度が低下することから、その対策として、弾道修正機能の付加が図られるようになっている。

#### 対戦車ロケット弾
戦車や装甲車を近距離から撃破する携帯式ロケット弾は、第二次世界大戦時に登場したアメリカ合衆国のバズーカを端緒とする。簡単な金属製のチューブを発射筒として、この中に対戦車ロケット弾を装填し、発射筒で射出方向をコントロールして発射するもので、発火機構は、トリガーで発電した電気によってロケット弾尾部の推進薬に点火する方式であった。
このように、チューブの中や後方にロケットを装着し、これを発射筒としてロケットを射出するという形態は、以後、各国で模倣・踏襲されていった。またドイツ国では、バズーカに範を取ったパンツァーシュレックと並行して、無反動砲としてのパンツァーファウストを開発したが、これは成型炸薬を装填した弾頭部分を砲身の外に出し、大型化することで装甲貫徹能力の強化を図っており、後にはパンツァーファウスト44やRPG-7など、この手法を導入した対戦車ロケット弾も登場した。

#### 対障害物ロケット弾
冷戦終結後、グローバル化とマルチハザード化の進展とともに戦争以外の軍事作戦（MOOTW）や低強度紛争（LIC）などが注目されるようになったが、これらの作戦・紛争においては戦車の脅威は乏しく、個人携帯対戦車兵器は塹壕や各種建造物などの障害物を排除するために用いられるほうが多くなっていた。しかし戦車の厚い装甲を貫徹するための成形炸薬弾は、コンクリートや土嚢、煉瓦などからなる障害物を破壊するのには適さず、十分な効果が得られなかった。
このことから、戦車ではなくこのような障害物への対処を主眼とした個人携帯ロケット弾として、障害物を貫通するために弾頭を前後に2個搭載したタンデム弾頭や、熱および爆発効果を向上させたサーモバリック弾頭が開発されて、装備されるようになってきた。

### 空対地ロケット弾
固定翼機やヘリコプターに搭載され、人員・車両・施設や地形上の要所などの地上目標および艦船などの海上目標を攻撃するものである。多用途に用いられることから、搭載する弾頭も、対人・対物用の破片爆風型・焼夷型、対戦車用の成形炸薬型、対艦用の徹甲型など多様である。
特にヘリコプターは固定翼機よりも低速であるため、目標の上空まで行って航空機搭載爆弾を投下するのは危険であり、また飛行高度も低いため、爆弾の炸裂による被害も懸念されることから、火力投射手段として早くからロケット弾を用いてきた。

### 空対空ロケット弾
戦闘機は、その最初期から機関銃を兵装としてきた。しかし空対空戦闘を行うにあたり、弾丸の一発あたりの威力が大きくない場合、衝突コース攻撃のように短時間しか射撃機会を得られないと目標を十分に破壊できない一方、十分な弾丸を投射するため一定時間にわたって追尾コース攻撃を行うと、敵機の尾部銃座の火力に曝される時間も長くなるという問題があった。
これに対し、ロケット弾であれば、要撃機は発射点に占位して一斉射撃をすればよいことになり、安全性は増大することが発想された。アメリカ空軍のF-86Dでは機関銃を全廃し、かわって24発の2.75インチ・ロケット弾を隠顕式ランチャーに収容して搭載する方式とした。続くF-89では、A・B・C型で20mm機関砲6門を搭載したものの、威力不足が指摘されて、1954年より部隊配備されたD型では、再び2.75インチ・ロケット弾を主兵装とし、最大で104発を搭載した。
その後、誘導可能な空対空ミサイルの発達とジェット機の高速化・高性能化が進むと、ロケット弾は空対空兵器としては用いられなくなっていった。

### 対潜ロケット弾
対潜哨戒機が浮上した潜水艦を攻撃するための対潜兵器として、ロケット弾も用いられていた。通常の対艦兵器と異なり、船殻を貫通して潜航能力を奪えば足りることから、ロケット弾には弾頭を搭載せず、運動エネルギー弾としてのみ用いていた。ただし浮上潜水艦とともに水上艦をも対象とする空対艦ミサイルの装備化が進むと、ロケット弾は用いられなくなっていった。
艦船から発射して爆雷を投射するための対潜ロケット弾もある。ただしその能力は潜望鏡深度までの潜水艦攻撃に限られており、潜水艦の潜航能力向上などによって、こちらも現在ではあまり用いられていない。

## 噴進弾
日本語の「噴進弾」という用語は、かつてはロケット弾全般を指す用語であったが、現在ではロケット補助推進弾（RAP）のみを指す意味で用いられるようになっており、「防衛省規格」でもそのように規定されている。
RAPは野戦砲または迫撃砲から発射されたのち、弾底に組み込まれたロケットモータにより推力を付加して、射程を延伸する。火砲から発射される際、過酷な砲内環境（高加速度・高圧力・高旋転）に曝されるため、構造や材料が重要となる。

## その他

### 地雷処理用ロケット弾
ロケット弾により爆索などを地雷原に展開し、これを起爆させることで、地雷信管の作動、誘爆または破壊により、迅速に通路を切り開く。地雷原処理に迅速性・スタンドオフ性が求められる場合に有効である。

### デコイ弾
艦船などからチャフや赤外線デコイ、電波妨害装置を投射するためのロケット弾であり、飛来するミサイルを欺瞞して艦船などを防護する。
イタリアのSCLAR-Hデコイ発射機では対地ロケット弾の発射にも対応している。

## ロケット弾の一覧

### 野戦用
- アメリカ合衆国
  - 4.5インチ　対地ロケット発射器　T27〜M12E1
    - T34カリオペ

  - 4.5インチ　対地ロケット発射器　T66
  - 7.2インチ　対地ロケット発射器　M17
  - MGR-1 オネスト・ジョン
  - MGR-3 リトル・ジョン
  - M270 MLRS
  - M142 HIMARS
- イギリス
  - ランドマットレス（英語版）
  - 3インチ　対地ロケット発射器　LILO No.10 Mk.1
  - Tulip　対地ロケット
- イスラエル
  - MAR-240
  - MAR-290
  - LAR-160
- ソビエト連邦/ ソビエト連邦/ ロシア
  - BM-8/BM-13カチューシャ
  - "FROG" 無誘導ロケット発射機
    - 2K4 フィリン（ロシア語版、ドイツ語版） - NATOコードネーム "FROG-1"
    - 2K1 マルス - NATOコードネーム "FROG-2"
    - 2K6 ルーナ - NATOコードネーム "FROG-3"／ "FROG-5"
    - 9K52 ルーナM - NATOコードネーム "FROG-7"

  - BM-14
  - BM-21 グラート
  - BM-24
  - BM-25 コルシュン
  - BM-27 ウラガン
  - BM-30 スメーチ
  - TOS-1
  - タルナード

- 大韓民国
  - K-136
- 中華人民共和国
  - 63式107mmロケット砲
  - 70式130mm自走ロケット砲
- ドイツ国
  - 8cm ロケット発射器
  - ネーベルヴェルファー
    - 15cm ネーベルヴェルファー41型（英語版）
    - 28/32cm ネーベルヴェルファー41型（英語版）
    - 21cm ネーベルヴェルファー42型（英語版）
    - 30cm ネーベルヴェルファー42型

  - パンツァーヴェルファー
  - 38cmラケーテンヴェルファー61 "シュトルムティーガー"
  - 8.8 cmロケット発射器43型 "プップヒェン"
- ドイツ
  - LARS自走ロケット弾発射機
- 大日本帝国
  - 四式二〇糎噴進砲
  - 四式四〇糎噴進砲
  - 試製十五糎多連装噴進砲
  - 十二糎二八連装噴進砲
- 日本
  - 67式30型ロケット弾発射機
  - 75式130mm自走多連装ロケット弾発射機
- ブラジル
  - ASTROS
- 南アフリカ共和国
  - ヴァルキリー 自走ロケット弾発射機

### 対戦車用
- アメリカ合衆国
  - バズーカ
    - 89mmロケット発射筒 M20改4型

  - M72 LAW
  - FGM-172 SRAW (弾道修正機能あり)
- イスラエル
  - B-300（英語版） - アメリカ軍でSMAWとして採用。
  - MATADOR -  シンガポールとの共同開発。
- スウェーデン＋ イギリス
  - NLAW
- スペイン
  - C90-CR

- ソビエト連邦/ ロシア
  - RPG-7
  - RPG-16
  - RPG-18
  - RPG-22
  - RPG-26
  - RPG-27
  - RPG-28
  - RPG-29
  - RPG-30
  - RPG-32

- 中国
  - 69式ロケットランチャー
  - PF-89
- ドイツ国
  - パンツァーシュレック
- ドイツ連邦共和国
  - パンツァーファウスト44
  - パンツァーファウスト3
- フランス
  - APILAS
- ユーゴスラビア
  - M90ロケットランチャー

### 地対空用
- イギリス
  - 2インチ 対空ロケット発射機 MK.2
  - 3インチ 対空ロケット発射器
- ドイツ国
  - フリーガーファウスト

### 空中発射型
- アメリカ合衆国
  - 3.5インチ FFAR
  - 5インチ FFAR
  - Mk4 FFAR
  - HVAR
  - タイニー・ティム
  - ズーニー・ロケット弾
  - ハイドラ70ロケット弾
  - AIR-2 ジニー（核弾頭を搭載）
- イギリス
  - RP-3
- カナダ
  - CRV7
- スイス
  - SNORA（英語版）

- ソビエト連邦/ ロシア
  - RS-82
  - S-5ロケット弾
  - S-8ロケット弾
  - S-13ロケット弾
  - S-24ロケット弾
  - S-25ロケット弾
- ドイツ国
  - R4M（空対地にも使用）
- 日本
  - 三式六番二七号爆弾
  - 三式一番二八号爆弾一型
  - 三式二五番四号爆弾一型
  - 五式一番九号爆弾一型
  - 仮称五式六番九号爆弾
- フランス
  - ル・プリエールロケット弾
  - SNEBロケット弾（英語版）